# Молдагалиев, Тимур Канатович
Тимур Канатович Молдагалиев (29 сентября 1984, Алма-Ата, Казахская ССР, СССР) — казахстанский футболист, защитник. Выступал за сборную Казахстана.

## Биография
Тимур Молдагалиев родился 29 сентября 1984 года в Алма-Ате.
Играл в футбол на позиции защитника. Начал профессиональную карьеру в 2003 году, выступая в первой лиге за «Кайрат-2» из Алма-Аты. Два последующих сезона провёл в той же команде, теперь носившей название «Железнодорожник». В сезоне-2006 вошёл в заявку «Астаны», но не сыграл в её составе ни одного матча и вновь выступал в первой лиге за её вторую команду — астанинский «Рахат».
В 2007 году дебютировал в высшей лиге чемпионата Казахстана, сыграв 7 матчей в составе «Кайрата». Однако затем вновь вернулся в первую лигу, где защищал цвета «Айжарыка» из Чимкента (2008) и «Сункара» из Каскелена (2009—2011). По итогам сезона-2011 «Сункар» вышел в высшую лигу, и в следующем сезоне Молдагалиев провёл на этом уровне ещё 6 поединков. По итогам чемпионата Казахстана 2012 года «Сункар» вновь вылетел в первую лигу. В сезоне-2013 Молдагалиев продолжал выступать за него, а через год завершил карьеру в «Окжетпесе» из Кокчетава.
Всего в высшей лиге чемпионата Казахстана провёл 13 матчей, мячей не забивал.
14 февраля 2006 года провёл единственный в карьере матч в составе сборной Казахстана, отыграв 90 минут в товарищеском поединке со сборной Иордании (0:2) в Аммане.
По окончании игровой карьеры стал тренером. В 2019 году был главным тренером выступающей в казахстанской второй лиге «Рузаевки», покинул пост в августе. В 2020 году вновь возглавил команду.